# 下施泰滕
下施泰滕（德語：Niederstetten，發音：[niːdɐˈʃtɛtn̩] ⓘ）是德国巴登-符腾堡州斯图加特行政区美因-陶伯县的城市，面积104.05平方千米，2023年12月31日人口为4,922人。